# Tony Pulis
Anthony Richard „Tony“ Pulis (* 16. Januar 1958 in Newport) ist ein ehemaliger walisischer Fußballspieler und ist aktueller Trainer des Zweitligisten Sheffield Wednesday.

## Spielerkarriere
Seine Karriere begann 1975 bei den Bristol Rovers, für die er mit einer kurzen Unterbrechung insgesamt acht Jahre lang spielte. Pulis beendete seine Spielerlaufbahn 1992 in der dritten Liga bei AFC Bournemouth, wo er im Anschluss auch seinen ersten Trainerposten übernahm. Insgesamt absolvierte Tony Pulis 324 Liga-Spiele und schoss während dieser Zeit neun Tore.

## Trainerkarriere
1992 startete Tony Pulis seine Trainertätigkeit beim englischen Drittligisten AFC Bournemouth, wo er die Nachfolge von Harry Redknapp antrat. Nach zwei Spielzeiten im unteren Tabellendrittel der Second Division endete seine Amtszeit in Bournemouth.
1995 übernahm er den Trainerposten beim Viertligisten FC Gillingham und erreichte mit seiner Mannschaft den Klassenerhalt. Eine deutliche Leistungssteigerung erfuhr das Team in der Saison 1995/96 mit dem zweiten Tabellenrang hinter Preston North End, der zum direkten Aufstieg in die dritte Liga führte. Auch in der höheren Spielklasse konnte sich der Verein unter Tony Pulis gut behaupten und sicherte sich mit den elften Platz souverän die Ligazugehörigkeit. In der Saison 1997/98 erreichte Gillingham den achten Platz und verpasste bei Punktgleichheit mit dem Sechstplatzierten FC Fulham denkbar knapp die Play-offs. Diese erreichte der Verein dafür in der folgenden Spielzeit durch einen vierten Tabellenrang. Nach einem Erfolg über den Fünften Preston North End, scheiterte die Mannschaft erst im Finale in Wembley nach Elfmeterschießen an Manchester City. Nach dieser Niederlage trennte sich der Verein überraschenderweise von Pulis.
Zu Beginn der Saison 1999/2000 begann er seine Amtszeit bei Bristol City, die jedoch weniger glücklich verlief und bereits nach einem halben Jahr vorzeitig endete.
Im Januar 2000 übernahm er den Trainerposten beim Zweitligisten FC Portsmouth und sicherte dem Verein mit dem achtzehnten Platz den Klassenerhalt. Als sich seine neue Mannschaft auch in der Saison 2000/01 im Abstiegskampf wiederfand, trennte sich der Verein im Oktober 2000 von seinem Trainer.

### Stoke City
Nach einer längeren Zeit ohne Trainertätigkeit übernahm er im November 2002 bei Stoke City und erreichte den hart erkämpften Klassenerhalt in der zweiten Liga. Die Spielzeiten 2003/04 und 04/05 verbrachte der Verein im gesicherten Mittelfeld der Tabelle. Nach Meinungsverschiedenheiten über das Transferbudget folgte die Trennung Ende Juni 2005.
Sein neuer Verein Plymouth Argyle war ebenfalls in der zweiten Liga aktiv und belegte am Saisonende den vierzehnten Rang in der Football League Championship 2005/06. Nach dieser Spielzeit überzeugte der neue Besitzer von Stoke City Pulis zu einer Rückkehr nach Stoke-on-Trent.
Die Saison 2006/07 endete mit dem achten Platz und einer knapp verfehlten Play-off-Teilnahme. Bereits in der Football League Championship 2007/08 erreichte die Mannschaft um Ricardo Fuller, Rory Delap und Salif Diao jedoch als Vizemeister hinter West Bromwich Albion nach 23 Jahren Abwesenheit den erhofften Aufstieg in die Premier League. Nach zwischenzeitlicher Abstiegsgefahr gelang Tony Pulis mit seinem Team souverän der Klassenerhalt in der Premier League 2008/09. Nach dem elften Platz in der Saison 2009/10 bestreitet Stoke City auch in der aktuellen Premier League 2010/11 eine erfolgreiche Spielzeit und hat die Möglichkeit einen einstelligen Tabellenrang zu erreichen. Begleitet wurde die gute Saison in der Liga durch Erfolge im FA Cup, in dem Stoke nach Siegen über Cardiff City, Wolverhampton Wanderers, Brighton & Hove Albion und West Ham United das Halbfinale erreichte. Dort bezwang die Mannschaft um Robert Huth, Ryan Shawcross und Jermaine Pennant in Wembley die Bolton Wanderers mit 5:0 und zog ins Pokalfinale gegen Manchester City ein, welches am 11. Mai 2011 stattfand. Trotz guter Leistung verloren die „Potters“ das Finale des prestigeträchtigen FA-Cups gegen den haushohen Favoriten aus Manchester mit 0:1. Der Gewinn dieses Titels war der erste größere Erfolg der Citizens in der Scheich-Ära und bildete den Grundstein für die weiteren Titelgewinne des Vereines aus der Industriestadt Manchester.
Tony Pullis genoss im Anbetracht seiner durchaus beachtlichen Erfolgen mit Stoke City(Aufstieg in die Premier League, Erreichen des FA-Cup-Finales, Einzug in die Europa League) auch in sportlich schwierigeren Zeiten lange großen Kredit bei den Fans und den Klubbossen. Pullis selber wollte aber auch immer mehr Einfluss auf die Klubpolitik nehmen und forderte größere Investitionen in neue Spieler und Assistenztrainer. Nachdem er mit der Chefetage des Klubs darüber keinen gemeinsamen Nenner gefunden hatte, wurde Pullis am 21. Mai 2013 vom Vereinsvorstand entlassen. Damit konnte Tony Pullis zumindest seine beachtliche weiße Weste bewahren in Sachen Abstiege. Obwohl der Waliser meistens abstiegsgefährdete Teams coachte, stieg Tony Pullis noch nie als Trainer ab.

### Weitere Stationen
Im November desselben Jahres trat er bei Crystal Palace die Nachfolge von Ian Holloway an. Nach einer erfolgreichen Saison, in der Pulis Palace vor dem Abstieg retten konnte, trat Pulis kurz vor Beginn der Saison 2014/15 von seinem Amt zurück. Grund für den Rücktritt waren Differenzen mit einem Klubeigentümer.